# Затулин, Константин Фёдорович
Константи́н Фёдорович Зату́лин (род. 7 сентября 1958, Батуми) — российский политический деятель. Депутат Государственной думы Российской Федерации I, IV, V, VII и VIII созывов (член фракции «Единая Россия»), первый заместитель председателя Комитета Государственной думы по делам СНГ, евразийской интеграции и связям с соотечественниками.
Специальный представитель Государственной думы РФ по вопросам миграции и гражданства c 10 марта 2022 года.
Член Правительственных комиссий по делам соотечественников за рубежом и по миграционной политике.
Директор Института диаспоры и интеграции (Института стран СНГ). Член Научного Совета при Совете безопасности РФ. Член Совета по внешней и оборонной политике.
Из-за вторжения России на Украину находится под международными санкциями Евросоюза, США, Великобритании и ряда других стран.

## Биография

### XX век

#### До распада СССР
Родился 7 сентября 1958 года в Батуми (Аджарская АССР Грузинской ССР) в семье офицера. Отец — Фёдор Иванович Затулин, полковник пограничных войск, почётный чекист; мать — Вера Ивановна Затулина (Фёдорова). Оба родом с Дона, оба похоронены в Сочи.
Детство провёл в Сочи, где окончил среднюю школу № 1 и начал трудовую деятельность. В 1977 году переехал в Москву на учёбу в МГУ, который окончил в 1981 году с красным дипломом, а в 1985 году окончил аспирантуру исторического факультета МГУ.
Занимался молодёжной экономикой. В 1989—1993 гг. был организатором и директором Ассоциации молодых руководителей и предпринимателей предприятий СССР (позже — Ассоциация руководителей предприятий СССР, Международной ассоциации руководителей предприятий) — прообраза созданного впоследствии Научно-промышленного союза (ныне — Российский союз промышленников и предпринимателей). По инициативе Затулина в 1990 году была начата деятельность Московской товарной биржи, Фонда развития экономической реформы, Института исследований организованных рынков.

#### После 1991 года
В 1991−1993 годах был президентом Межрегионального биржевого и торгового союза.
В 1992 году вошёл в новую команду руководителей Москвы во главе с Юрием Лужковым. Советник мэра Москвы Юрия Лужкова с 1997 по 2010 год.
Был членом Конституционного совещания в 1993 году.

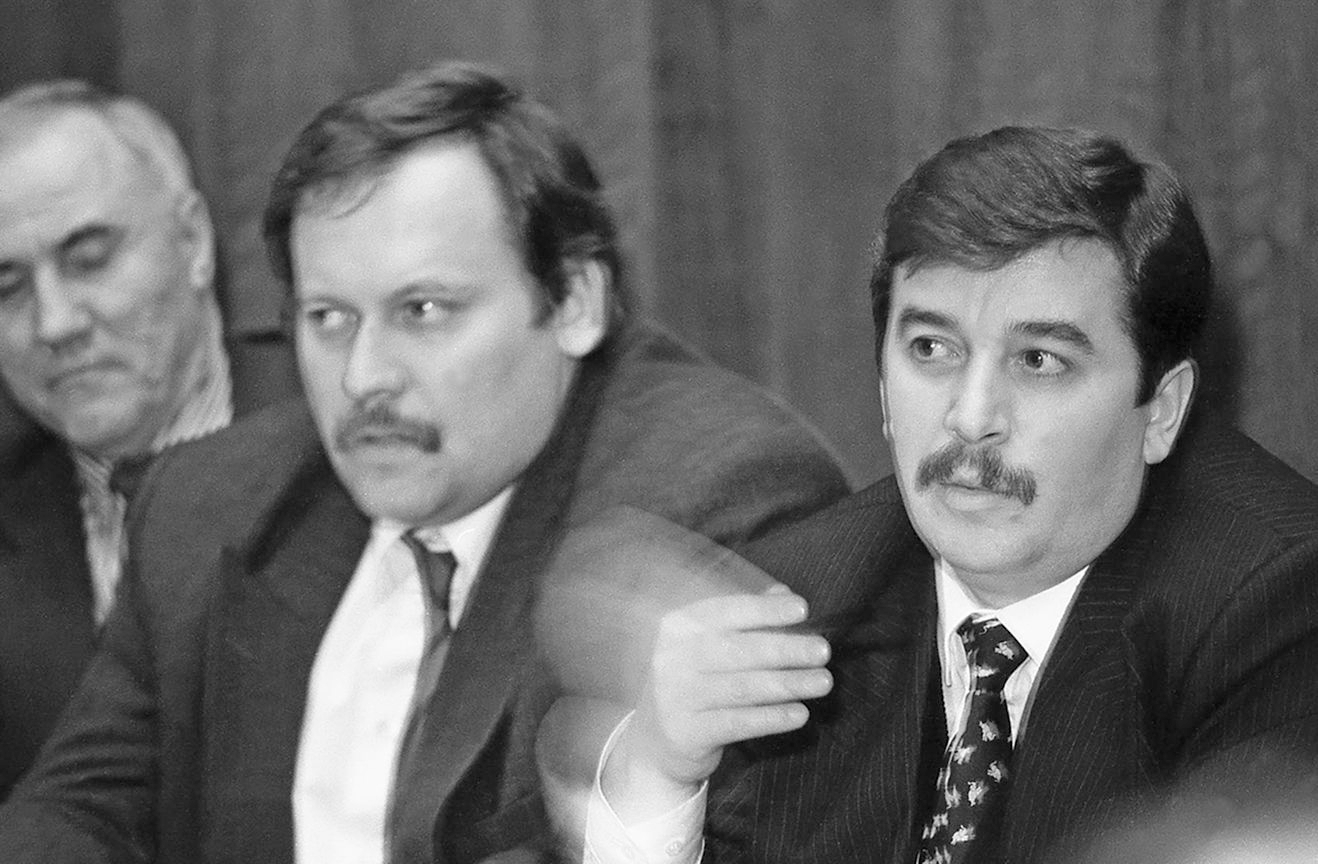
Затулин (в центре) около 1993 года

В 1993 году создал и возглавил объединение «Предприниматели за новую Россию», принявшее вместе с Партией российского единства и согласия (С. Шахрай, А. Шохин, К. Затулин), участие в выборах в Государственную Думу I созыва. Был избран депутатом Государственной Думы I созыва, где стал председателем впервые созданного Комитета по делам СНГ и связям с соотечественниками. Был председателем Комиссии Госдумы по Черноморскому флоту (1995 год), инициатором создания Правительственной комиссии РФ по делам соотечественников за рубежом (1994 год) и Совета соотечественников при Государственной Думе РФ (1995 год).
С 1995 года вместе с А. Лебедем, Ю. Скоковым, С. Глазьевым, Д. Рогозиным и др. являлся членом Национального совета «Конгресса русских общин», возглавлял его Краснодарское краевое отделение и баллотировался на выборах в Государственную Думу II созыва. Проигрыш в КРО на выборах 1995 года (набрал 4,5 процента и не преодолел 5-процентный барьер), как потом было признано, стал следствием сознательной фальсификации со стороны тогдашних российских властей. В марте 1996 года правительство Украины впервые объявило К. Затулину запрет на въезд в Автономную республику Крым «за разжигание межнациональной розни и посягательство на территориальную целостность Украины», в дальнейшем неоднократно подвергался запретам на въезд, депортациям, заочному аресту и санкциям со стороны Украины.
С 1996 года по настоящее время директор созданного по его инициативе Института стран СНГ (Институт диаспоры и интеграции) — некоммерческой организации, учредителями которой выступили МГУ, МГИМО МИД РФ, Институт славяноведения, Институт Европы и Институт этнографии и этнологии РАН, а также ряд федеральных министерств и ведомств.
В ноябре 1998 год Затулин был избран председателем социал-патриотического движения «Держава», стал одним из учредителей Всероссийской политической организации «Отечество», а с 1 декабря 2001 года, после объединения организации «Отечество — вся Россия» и движения «Единство», — учредителем и членом центрального политического совета партии «Единая Россия».

### XXI век
В 2003 году был избран депутатом Государственной думы IV созыва от Орехово-Борисовского избирательного округа № 197 (Москва). Работал рядовым членом Комитета Госдумы по делам СНГ и связям с соотечественниками от фракции «Единая Россия».
В 2007 году вновь избран депутатом Государственной думы V созыва в составе федерального списка кандидатов, выдвинутого Всероссийской политической партией «Единая Россия», в котором шёл пятым номером в Московской региональной группе. С января 2008 года по 05 апреля 2011 года — первый заместитель председателя Комитета Государственной Думы по делам СНГ и связям с соотечественниками. Снят с должности в связи с расхождениями по вопросам внешней политики РФ в ливийском кризисе. Не вошёл в федеральный список кандидатов и не принял участие в выборах в Государственную Думу VI созыва.

#### 2010-е годы
С ноября 2012 до конца 2016 гг. Затулин выходил еженедельно в эфир телеканала «ТВ-Центр» со своей авторской информационно-аналитической программой «Русский вопрос» (вышло 143 выпуска).
Активно поддерживал референдум о статусе Крыма 16 марта 2014 года и аннексию полуострова Россией, несмотря на то, что в 2010 году он заявлял, что Россия не хочет откалывать Крым от Украины. 14 марта 2014 года в Севастополе Затулин учредил общественную организацию «Революционный комитет „Севастополь — Крым — Россия“» для воплощения в жизнь итогов референдума. Указом президента РФ Путина от 21 июля 2014 года награждён орденом Почёта «за заслуги в международной деятельности и обеспечении безопасности Российской Федерации». В выборах 14 сентября 2014 года в Заксобрание Севастополя Затулин шёл как самовыдвиженец по Гагаринскому одномандатному округу, проиграв представителю «команды Чалого» Екатерине Алтабаевой.
21 февраля 2015 года указом президента РФ Путина был назначен членом Общественной палаты РФ по квоте президента РФ. В феврале 2016 года стал руководителем рабочей группы Общественной палаты РФ по Евразийской интеграции, а также развитию ШОС и других институтов международного сотрудничества.
18 сентября 2016 года Затулин избран депутатом Государственной думы РФ VII созыва от Сочинского избирательного округа № 50, куда кроме Сочи входят Апшеронский и Белореченский районы Краснодарского края, а также граждане России в Эстонской республике. Вернулся на пост первого заместителя председателя Комитета Государственной думы по делам СНГ, евразийской интеграции и связям с соотечественниками от фракции «Единая Россия», а 23 июля 2019 года избран специальным представителем Государственной думы РФ по вопросам миграции и гражданства.
С декабря 2016 года вернулся на пост председателя Комиссии по международной политике Межпарламентской ассамблеи православия, который занимал в 2008—2012 гг.

#### 2020-е годы
По итогам трехдневного голосования 19 сентября 2021 года Затулин переизбран депутатом VIII Созыва Государственной думы Российской Федерации от Сочинского одномандатного избирательного округа. За него проголосовало 209 512 избирателей (61,72 %), то есть на 70 000 голосов больше, чем на предыдущих выборах в 2016 году.
В новом составе Государственной думы Константин Затулин переизбран первым заместителем Председателя Комитета Государственной думы РФ по делам СНГ, евразийской интеграции и связям с соотечественниками.
Назначен Государственной думой в состав постоянных парламентских организаций:
- МАП (Межпарламентская ассамблея православия)
- ПАЧЭС (Парламентская ассамблея Черноморского экономического сотрудничества)

В ноябре 2021 года выступил автором заявления Государственной думы Федерального Собрания Российской Федерации «Трёхсотлетие становления Российской Империи — важная веха в непрерывной истории российской государственности», которое было принято парламентом 11 ноября 2021 года.
1 июня 2023 года в ходе выступления на форуме «Какая Украина нам нужна?» заявил, что Россия не выполнила ни одной из декларируемых целей вторжения на Украину («Какие у нас были цели, официально заявленные в начале военной операции? Вы все помните — денацификация, демилитаризация, нейтралитет Украины и защита жителей Донецкой и Луганской народных республик, которые все это время страдали. По какому из этих пунктов мы достигли результатов на сегодняшний день? Ни по одному. Более того, некоторые из них перестали иметь всякий смысл. Например, нейтралитет Украины. Какой смысл имеет выдвижение этого требования? Никакого на данный момент. Она не будет нейтральной, если останется существовать»). 5 июня газета «Ведомости» со ссылкой на анонимный источник в Единой России и администрации президента сообщила о начале консультаций по поводу высказываний политика, среди обсуждаемых вариантов действий — лишение поста первого зампреда комитета Госдумы и исключение из рядов фракции.

## Законотворческая деятельность
С 1995 по 2019 год, в течение исполнения полномочий депутата Государственной Думы I, IV, V, VII и VIII созывов, выступил соавтором 30 законодательных инициатив и поправок к проектам федеральных законов.
11 июня 2021 года внес в Государственную Думу законопроект № 1191989-7 «О репатриации в Российскую Федерацию» (об определении условий и процедуры возвращения соотечественников за рубежом на постоянное проживание в Российскую Федерацию в порядке репатриации).

## Общественная деятельность
С 2002 по 2011 годы вёл авторские (еженедельные) программы на канале «ТВ Центр»: «Материк» (о проблемах постсоветского пространства), «Политическая кухня», «Дело принципа». С 2012 по 2016 год на этом же канале — автор и ведущий еженедельной программы «Русский вопрос». Является автором множества публикаций в центральных и зарубежных СМИ и книг.
В феврале 2013 года избран в состав Попечительского Совета «Российской детской клинической больницы» Минздрава России.
С февраля 2014 года — председатель Попечительского совета Фонда «Мы все — „Беркут“»

В 2014—2016 гг. — советник председателя Госсовета и Главы Республики Крым (на общественных началах).

## Семья
Женат (с 1979 года). Жена — Затулина (Козицина) Зинаида Кесаревна, однокурсница по историческому факультету МГУ, в настоящее время не работает.
Дочь Даша, родилась в 1986 году, окончила в 2007 году Факультет журналистики МГИМО.
Внучка Надя, родилась в 2007 году. Внучка Агния — в 2015 году. Внук Федор — в 2016 году. Внук Матвей — в 2016 году. Внучка Агата — в 2021 году.

## Отношения с властями Украины

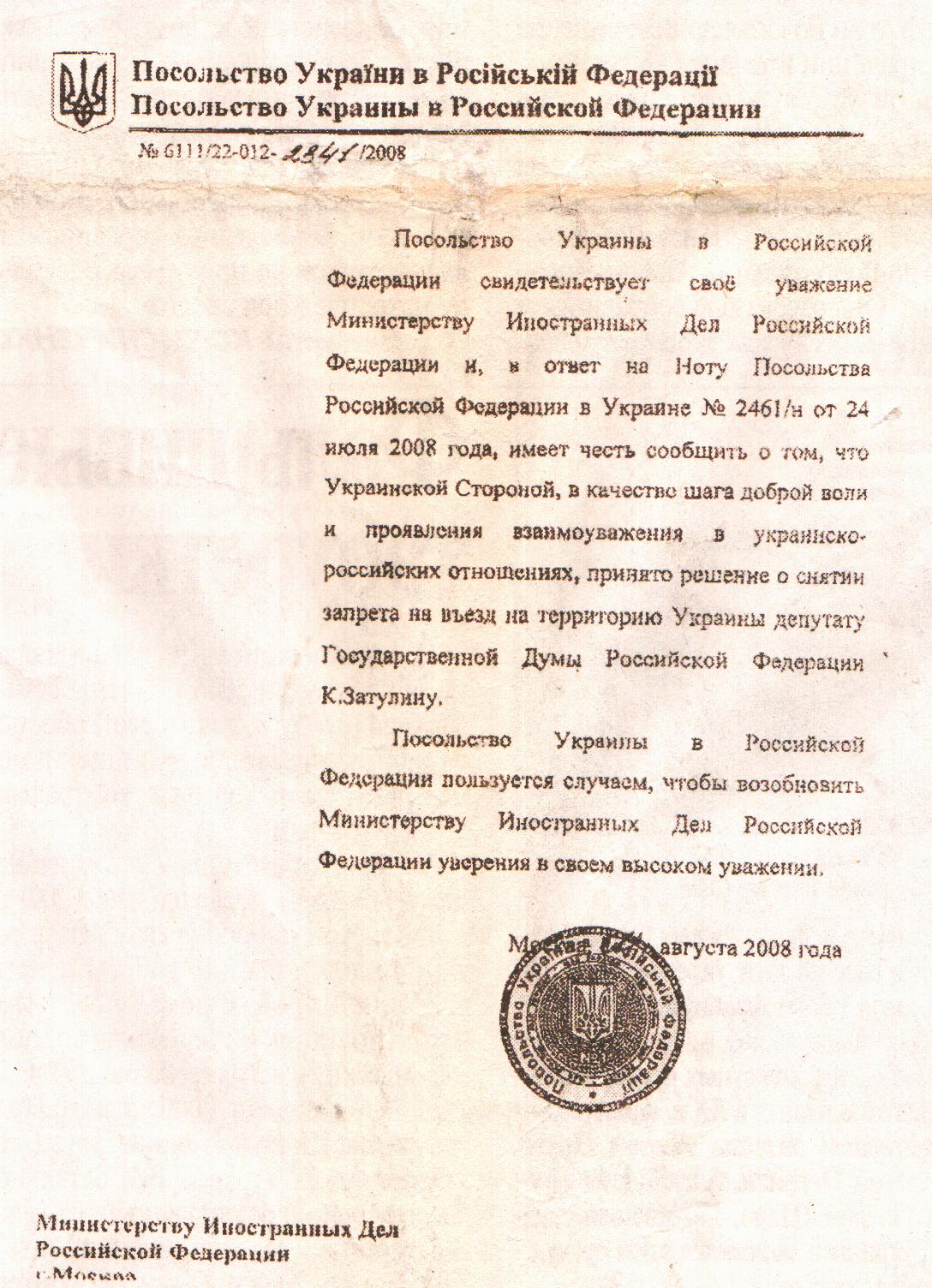
Отмена запрета на въезд Затулина на Украину. Август 2008 года

- март 1996 года — нота МИД Украины о запрете К. Ф. Затулину въезда и пребывания в Крыму и Севастополе (сроком на 5 лет)
- 5 июня 2006 года Константин Затулин был объявлен персоной нон грата в связи с «разжиганием межнациональной розни» и действиями, ставящими под угрозу территориальную целостность Украины. Запрет въезда на Украину в течение двух лет был вызван участием Затулина в акциях протеста в Крыму во время учений НАТО «Си-Бриз-2006». Вместе с Затулиным персоной нон грата был также объявлен работник Института стран СНГ Кирилл Фролов[13].
- 24 июля 2008 года посольство России на Украине отправило в МИД Украины ноту протеста.
- 25 июля 2008 года Константин Затулин был задержан в аэропорту Симферополя, когда ему третий раз запретили въезд на Украину сроком на год. По утверждению СБУ, это решение было принято в связи с нарушениями статей 14 и 294 Уголовного кодекса (якобы подготовка массовых беспорядков во время визита Константинопольского патриарха на Украину). Вместе с Затулиным снова был запрещён въезд Кириллу Фролову. В мае 2008 года СБУ официально предупредило Затулина о нежелательности радикальных высказываний в адрес Украины[14].
- В августе 2008 запрет на въезд Константина Затулина на Украину был снят.
- В 2009 году вновь запрещён к въезду на Украину, который сохранял свое действие до окончания срока президентства Виктора Ющенко в 2010 году.
- Вновь запрещён к въезду на Украину после смены власти в этой стране в феврале 2014 года.
- В сентябре 2017 года был объявлен в розыск главной военной прокуратурой Украины, а в декабре Печерский районный суд города Киева выдал разрешение на арест К. Ф. Затулина.
- 19 марта 2021 года Президент Украины Владимир Зеленский объявил о решении Совета национальной безопасности и обороны Украины ввести персональные санкции против Константина Затулина и ряда других государственных и политических деятелей Российской Федерации.

## Санкции
- 23 мая 2010 года Затулин участвовал в качестве наблюдателя на парламентских выборах непризнанной Нагорно-Карабахской Республики, за что был включён МИД Азербайджанской Республики в список персон нон грата[15] за нарушение «Закона о государственной границе» Азербайджанской Республики, считающем контролируемые НКР территории «оккупированными территориями Азербайджана»[16].
- С 2018 года на 5 лет запрещён въезд в Эстонию.
- 25 февраля 2022 года, на фоне вторжения России на Украину, включён в санкционный список стран Евросоюза в ответ на решение России признать территории Донецкой и Луганской областей Украины и на решение об отправке туда российских войск[17][18].
- 11 марта 2022 года внесён в санкционный список Великобритании «за признание независимости двух сепаратистских регионов в Украине»[19].
- 7 сентября попал под санкции Украины за «поддержку незаконным попыткам России аннексировать суверенную украинскую территорию путем проведения фиктивных референдумов»[20].
- 30 сентября 2022 года внесён в санкционный список США в ответ на «фиктивные референдумы» и «аннексию территорий Украины российскими оккупационными силами»[21][22][23]. Государственный департамент отмечает что депутаты единогласно приняли закон о фейках, а некоторые депутаты сыграли ключевую роль в распространении российской дезинформации о войне[24].
- В конце октября 2022 года вместе с главой RT Маргаритой Симоньян получил запрет на въезд в Армению. Этот шаг был объяснён публичными высказываниями Затулина в адрес страны в последнее время, которые, по данным властей, наносили вред развитию дружеских и союзнических отношений между двумя государствами[25].
- 23 февраля 2023 года включён в санкционный список Канады «соратников режима», так как он «голосовал за законодательство связанное с вторжением и попыткой аннексии четырех регионов Украины»[26][27].
- По аналогичным основаниям, из-за нападения России на Украину, включён в санкционные списки Швейцарии, Австралии, Японии и Новой Зеландии[28][29]

## Собственность
По данным собственной декларации, Затулин владеет квартирой в Испании. После того как Затулин попал под европейские санкции, власти Испании наложили арест на имущество.

## Увлечения
В свободное время увлекается чтением книг и занимается спортом (теннис и футбол). С января 2016 года — член Русского Географического Общества. В студенческие годы был чемпионом МГУ по борьбе самбо. Играет в теннис, с 1992 года выступает защитником в команде футбольного клуба Правительства Москвы. Является членом Правления клуба «Большая шляпа», ежегодно организует и проводит благотворительные теннисные турниры: с 2001 года в Абхазии («Большая абхазская шляпа»), с 2006 года в Севастополе («Большая бескозырка»), с 2012 года на Байконуре («Ракетка Байконура») и в Армении («Теннисный ковчег»). В 2009 году получил Русский кубок Федерации тенниса России в номинации «Посол Доброй теннисной воли». С 2011 г. — вице-президент Федерации боевого самбо Москвы. С февраля 2013 года — член Попечительского совета Федерации боевого самбо России. С мая 2014 г. — член Попечительского совета Федерации тенниса России. С 2016 года по настоящее время — член правления Федерации тенниса России.

## Награды
- Орден Александра Невского (25 декабря 2018 года)
- Орден Почёта (21 июля 2014 года)
- Орден Дружбы (25 июля 2006) — за активное участие в законотворческой деятельности и многолетнюю плодотворную работу
- Медаль «За отличную службу по охране общественного порядка» (1986 г.)
- Медаль «В память 850-летия Москвы» (1997 г.)
- юбилейная медаль «300 лет Российскому флоту» (1999 г.)
- Медаль «За укрепление боевого содружества» (Министерство обороны Российской Федерации, 2008 год) — за большой личный вклад в укрепление боевого содружества и содействие в решении задач, возложенных на Вооруженные Силы России[31]
- Ордена и медали иностранных государств, в том числе:
  - Орден «Честь и слава» 3-й степени (2003, Абхазия)[32]
  - Орден «Честь и слава» 2-й степени (2021, Абхазия)
  - Орден Почёта (15 сентября 2010 года, Армения) — за значительный вклад в углубление сотрудничества между Республикой Армения и Российской Федерацией, укрепление и развитие дружбы между народами[33][34]
  - Орден Дружбы и Орден Почёта (Республики Южная Осетия)
  - Орден Святого Месропа Маштоца (Нагорно-карабахская республика)
  - Орден Сурб Григор Лусаворич (Нагорно-карабахская республика)
- Орден преподобного Сергия Радонежского III степени (РПЦ)
- Орден святого благоверного князя Даниила Московского II и III степеней (РПЦ)
- Орден Святого Саввы (Сербская православная церковь)
- Почётная грамота Президента Российской Федерации (24 октября 2013) — за большой вклад в реализацию внешнеполитического курса Российской Федерации и многолетнюю добросовестную работу[35]
- Почётная грамота Государственной Думы Российской Федерации — за многолетнюю парламентскую деятельность
- Почетный знак Государственной Думы Российской Федерации «За заслуги в развитии парламентаризма»
- Почётный гражданин Абхазии (30 сентября 2008 года) — за большой личный вклад в защиту и отстаивание права народа Абхазии на самоопределение и укрепление дружбы между Российской Федерацией и Республикой Абхазией[36]
- орден Республики (Приднестровье, 2006 год) — за личный вклад в развитие дружбы и сотрудничества между Российской Федерацией и Приднестровской Молдавской Республикой и активную деятельность в области защиты прав и интересов соотечественников
- 21 ноября 2011 года стал лауреатом года Европейского русского форума и Европейского русского альянса и награждён за весомый вклад в консолидацию русского сообщества за рубежом, в защиту интересов соотечественников и в установление их более тесной связи с Россией[37]
- Медаль «За доблестный труд на благо Донского края» (2 декабря 2013 года)[38].
- Нагрудный знак Министерства иностранных дел ПМР «За вклад в развитие международных связей»[39].
- Орден преподобного Серафима Саровского III степени (РПЦ)[40]
- Награждён в апреле 2014 года по представлению командующего Черноморским флотом адмиралом А. В. Витко медалью Министерства обороны Российской Федерации «За возвращение Крыма».
- Орден «За верность долгу» (Республика Крым, 2015 год) — за патриотизм, активную общественно-политическую деятельность, личный вклад в укрепление единства, развитие и процветание Крыма[41].
- Медаль апостола Симона Канонита III степени (9 мая 2021 года)
- Звание «Почётный гражданин Республики Крым» (19 мая 2021 года) — за выдающиеся личные заслуги, достигнутые в деле укрепления мира, развития взаимовыгодного сотрудничества, защиту конституционных прав и свобод жителей Республики Крым, активную деятельность, направленную на интеграцию Республики Крым в Российскую Федерацию[42].
- Медаль «За оборону Крыма» (КПРФ, 5 сентября 2014)[43]
- Юбилейная медаль «МПА СНГ. 25 лет» (13 октября 2017 года) — за заслуги в деле развития и укрепления парламентаризма, за вклад в развитие и совершенствование правовых основ функционирования Содружества Независимых Государств, укрепление международных связей и межпарламентского сотрудничества[44]
- Медаль «В ознаменование 10-летия возвращения Севастополя в Россию» (10 июня 2024) — за личный вклад в возвращение города Севастополя в Россию
- Крест почёта «За возрождение Украины» I степени (2006, Украинский Фонд научно-экономического и юридического сотрудничества)[45]
- Почётная грамота за вклад в развитие модельного законодательства и межпарламентского сотрудничества государств — членов ОДКБ (2021, ОДКБ)[46]

## Публикации
- «33 и ещё одна история из жизни нашего Материка» (М., 2003)
- «Между Востоком и Западом: Украина на фоне оранжевой революции» (М., 2005)
- «Россия и Абхазия: Две страны — один народ» (М., 2011)
- «Русский вопрос» в четырёх томах (М., 2013—2016 гг.).
- Россия и мир: риски и перспективы. — СПб. : Санкт-Петербургский гуманитарный университет профсоюзов, 2019. — 29, [7] с. : ил. — (Избранные лекции Университета) — ISBN 978-5-7621-1049-5